# Shlomo Avineri
Shlomo Avineri (în ebraică שלמה אבינרי, nume la naștere: Jerzy Wiener; n. 30 august 1933, Bielsko⁠(d), Voievodatul Silezia, Polonia – d. 30 noiembrie 2023, Israel) a fost un politolog social-democrat și istoric israelian, originar din Polonia, profesor la Institutul de Studii Europene al Universității ebraice din Ierusalim, laureat al Premiului de stat al Israelului - Premiul Israel în anul 1996, membru al Academiei Naționale de Științe a Israelului din anul 2012. El a fost recunoscut pe plan internațional ca o autoritate în istoria și studiul operelor lui Karl Marx, Hegel, Moses Hess și Theodor Herzl

## Biografie
Shlomo Avineri s-a născut în 1933 într-o familie evreiască de cultură germană din Bielsko, Silezia.
La vârsta de 6 ani, în 1939, a emigrat cu părinții săi în Palestina. A studiat istoria și științele sociale la Universitatea Ebraică din Ierusalim. În continuare a studiat la London School of Economics.
Începând din 1973 a fost profesor de științe politice la Universitea Ebraică. Între anii 1975-1977 a fost director general al Ministerului de externe al Israelului, numire a ministrului de externe Yigal Allon. În anul 1979 a fost membru in comisia israelo-egipteană pentru probleme culturale.
Un timp a fost decanul Facultății de științe sociale și directorul Institutului de Studii Europene în cadrul Universității Ebraice.
Ca profesor oaspete a predat la Universitățile Yale, Cornell, California, Oxford, Universitatea Wesleyană, Universitatea Națională Australiană, Universitatea Europei Centrale din Budapesta, la Institutul Frații Scholl de la Universitatea Ludwig-Maximilian din München.
În anii 1990-1992 Avineri a fost membru în echipa internațională de observatori sub auspiciile Institutului Național Democratic american pentru Afaceri Internaționale pentru cele dintâi alegeri din era post-comunistă în Ungaria, Cehoslovacia, Estonia și Croația, de asemenea a participat la misiuni internaționale din partea Institutului în Ucraina, Serbia, regiunea Kosovo, Letonia, Lituania, Slovacia, Azerbaidjan, Albania și Georgia.
Avineri a făcut parte din Comitetul editorial internațional al ediției complete a operelor lui Marx și Engels publicată la Amsterdam. De asemenea, el a făcut parte din comitetul de conducere al Proiectului de Educație Civică (Washington DC, Budapesta) și conducerea academică a Institutului de Științe Umane din Viena.
Avineri a murit în decembrie 2023, în Israel, la vârsta de 90 ani . A fost înmormântat în cimitirul Har Hamenuhot din Ierusalim.  

### Viața privată
El a fost căsătorit cu avocata Dvora, născuta Nadler, care a murit în 2022. Ei au avut o fiică, Maayan Avineri Ravhon, măritată cu demograful, prof. Uzi Ravhon.

## Premii și distincții
- 1968 - Premiul Rubin pentru științe sociale
- 1977 - Premiul Naphtali pentru studiul lui Hegel
- 1982 - Premiul timpurilor prezente pentru studiul sionismului
- 1996 - Premiul Israel
- 2009 - Ordinul de merit al Solidarității din Italia, cu rangul de comandant
- 2010 - Doctor honoris causa al Universității Babeș-Bolyai din Cluj-Napoca și al Institutului Weizmann din Rehovot

## Scrieri
- The Social and Political Thought of Karl Marx
- Karl Marx on Colonialism and Modernization
- Israel and the Palestinians
- Hegels Theorie des modernen Staates
- Varieties of Marxism
- The Making of Modern Zionism
- Arlosorof - A Political Biography
- Moses Hess: Prophet of Communism and Zionism
- Europe's Century of Discontent: The Legacies of Fascism, Nazism and Communism  (cu Zeev Sternhell)
- Communitarianism and Individualism (cu Avner de-Shalit)
- The Law of Religious Identity: Models for Post-Communism (cu András Sajó),
- Integration and Identity and Politics and Identities in Transformation (amândouă cu Werner Weidenfeld),
- Herzl: Theodor Herzl and the Foundation of the Jewish State
- prefață istorică și participare la redactarea ediției ebraice a jurnalelor lui Theodor Herzl
- editarea cu prefață a cărții lui Moses Hess Istoriă sacră a umanității - 2005, Cambridge University Press

## Legături exterioare
- biografie pe situl Universității Europei centrale Arhivat în 11 mai 2021, la Wayback Machine.
- biografie pe situl Bibliotecii Congresului SUA
- comentarii politice pe situl Project Syndicate în engleză
- articol La douăzeci de ani dupa căderea comunismului: între speranțe utopice și poverile istoriei, articol din septembrie 2009 Arhivat în 28 octombrie 2010, la Wayback Machine.
- articole politice în revista Foreign Affairs
- articole de revistă editorială in New York Times Books